# ゴッタルド鉄道トンネル

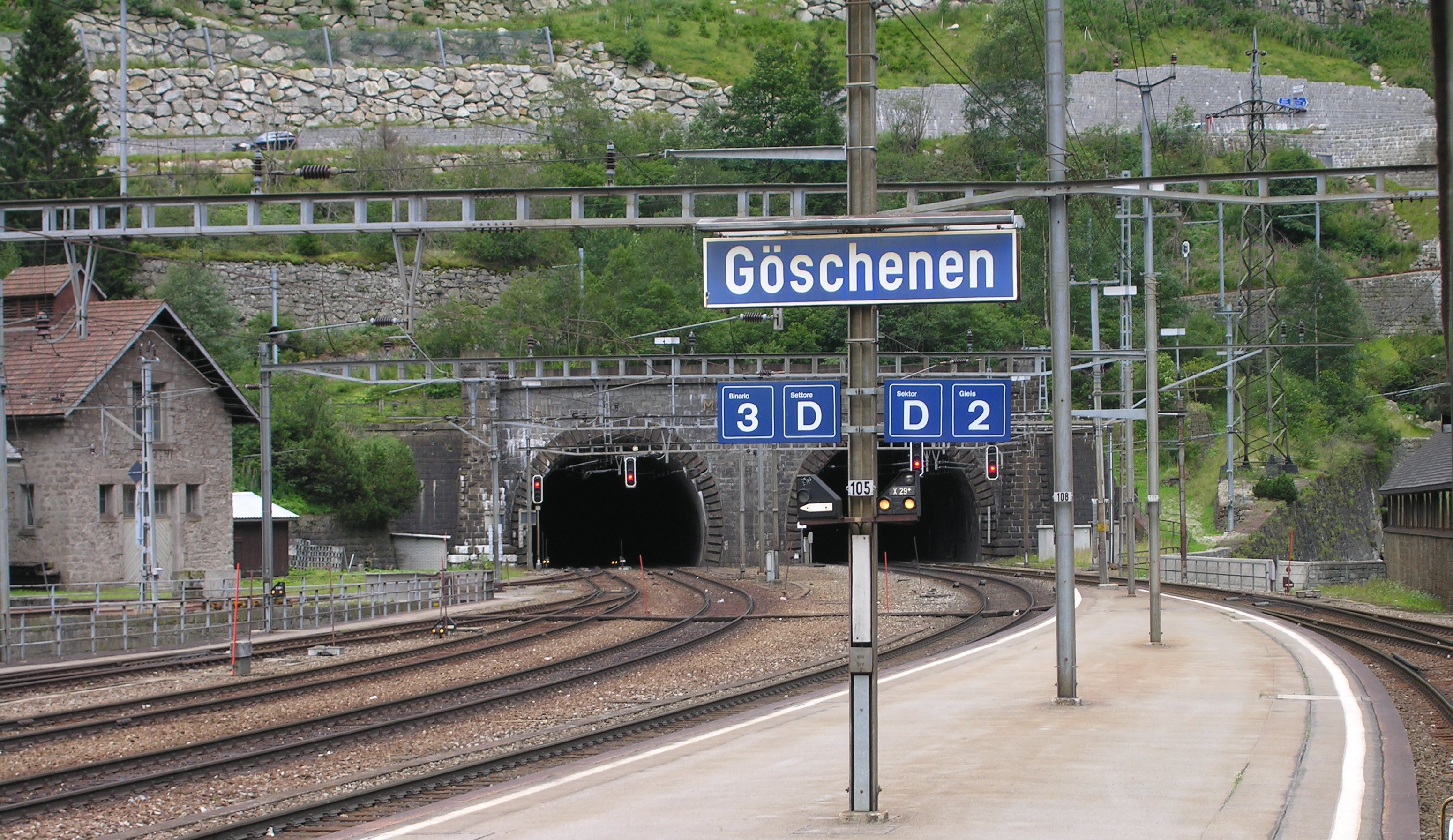
ゴッタルド鉄道トンネル出入口

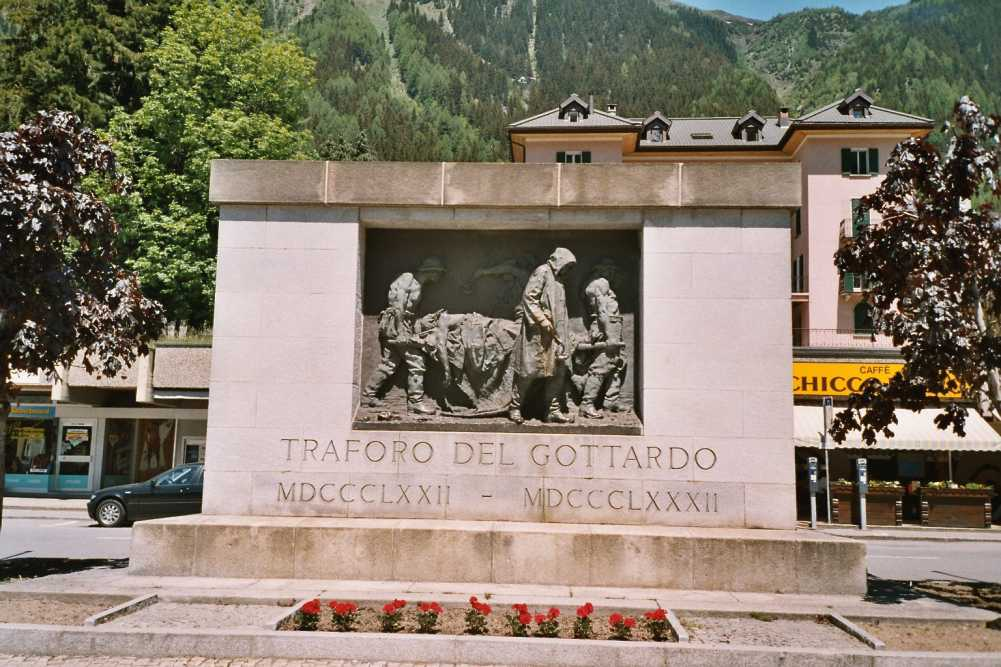
殉職者慰霊碑

ゴッタルド鉄道トンネル（ゴッタルドてつどうトンネル、ドイツ語: Gotthardtunnel）は、スイスの鉄道トンネルである。現在のトンネルは全長15 km。ゴッタルド鉄道（Gotthardbahn）の最高地点にあり、ゴッタルド山塊を貫いてウーリ州ゲシェネン（Göschenen）とティチーノ州アイロロ（Airolo）を結んでいてゴッタルド峠の下を通っている。

## 概要
標準軌複線のトンネルである。トンネルはゲシェネンの北側入口（標高1,106メートル）から上り勾配で8km進み、最高地点（標高1151メートル）に達し、そこから2kmの地点でウーリ州とティチーノ州の境界を越える。そこから5 km下ってアイロロの南端出口（標高1,142メートル）に到達する。スイス連邦鉄道（スイス国鉄）の列車でおよそ7 - 8分の所要時間である。

## 建設
トンネルの建設は1871年から1881年に掛けて行われた。スイスの技術者ルイ・ファーヴル（Louis Favre）によって指揮されたが、彼は1879年に心臓発作でトンネル内で亡くなった。建設は財政・技術・地理的な問題により大変困難なものとなり、正確な数は不明であるものの200人以上の労働者が険しい地形が原因で亡くなっている。トンネル内への水の侵入や、圧縮空気を利用した残土輸送システムに巻き込まれるといった理由が多かったとされる。1875年には労働者のストライキが発生したが、スイス軍により鎮圧され、4人の死者と13人の負傷者を出している。
ヴィンチェンツォ・ヴェラ（Vincenzo Vela）によって作られた殉職者の慰霊碑がアイロロの駅舎のそばに立てられている。

## 運用
トンネルは1882年に運用を開始した。ルツェルンからイタリア国境のキアッソ（Chiasso）までの私鉄だったゴッタルド鉄道が運行していたが、1909年にスイス国鉄によって国有化された。1920年に電化されたが、なお運行が続けられていた蒸気機関車の煙からのすすが碍子に付着して絶縁破壊を起こすため、電圧はスイス国内標準の交流15 kVではなく7.5 kVに制限され、蒸気機関車の全廃に伴って昇圧された。
ゴッタルド道路トンネルの開通まで、スイス国鉄はゴッタルド鉄道トンネルを経由するピギーバック輸送を営業していた。今日ではスイス国内の高速道路を通過するトラックを削減するために、ドイツとイタリアを結ぶピギーバック輸送を営業している。2001年の2か月間のゴッタルド道路トンネルの閉鎖に際しては、ゲシェネンとアイロロの間で暫定的なピギーバック輸送が行われている。
2012年6月、峠区間で落石があり、鉄道トンネル区間の使用が一時的に不能になった。このため鉄道が一手に担ってきた危険物の輸送が滞るようになり、厳しい制限下で並行するゴッタルド道路トンネルに危険物輸送車両を走行させる特例措置が設けられた。

## 関連するトンネル
1980年にゴッタルド道路トンネルが開通している。また、アルプトランジット計画の一環として、ゴッタルド鉄道トンネルより約600 m標高が低いエルストフェルトとボディオの2つの町を結ぶ新トンネル・ゴッタルドベーストンネルの建設が1993年から進められ、2016年6月1日に開通した。新トンネルは全長56.7 kmで、青函トンネルを抜いて交通機関に供用するものとしては世界最長トンネルである。

## 関連事項
- ゴッタルド道路トンネル
- アルプトランジット計画
- ゴッタルドベーストンネル
- ゴッタルド峠
- スイス国鉄Ce 6/8 II形電気機関車
- スイス国鉄Ae610形電気機関車
- スイス国鉄Re620形電気機関車